# СРСР на літніх Олімпійських іграх 1960
Команду СРСР, яка виступила на літніх Олімпійських іграх 1960 року, представляли 283 спортсмена з 53 міст і населених пунктів усіх 15 союзних республік. Спортсмени збірної Радянського Союзу брали участь у всіх видах олімпійської програми, крім футболу (команда СРСР вибула у відбіркових матчах) та хокею на траві. Спортсмени завоювали 103 медалі (43 золоті, 29 срібних і 31 бронзову), набравши 682,5 очки у неофіційному командному заліку та відірвавшись на 219 очок від команди США (463,5 очки), яка зайняла друге місце. Збірна СРСР завоювала медалі у 16 видах спорту, з них у 12 видах — золоті.
Вперше в історії радянської збірної були завойовані медалі у велоспорті, стрибках у воду і кінному спорті, у тому числі перші в історії золоті медалі — у велоспорті, вітрильному спорті, фехтуванні, кінному спорті. Добре виступили легкоатлети (11 золотих медалей), гімнасти (10 золотих нагород), важкоатлети (5 золотих), веслярі байдарочники-каноїсти та академісти, стрільці, борці. Чоловіча команда з баскетболу на третіх іграх поспіль виграла срібло, а ватерполісти поліпшили свій Мельбурнський результат, піднявшись на другу сходинку олімпійського п'єдесталу.

## Медалісти
| Медаль | Спортсмен | Вид спорту                       | Дисципліна                                                         |
| ------ | --- | -------------------------------- | ------------------------------------------------------------------ |
| Золото | Олег Григор'єв | Бокс                             | Чоловіки, найлегша вага                                            |
| Золото | Олег Караваєв | Боротьба греко-римська           | Чоловіки, напівлегка вага                                          |
| Золото | Автанділ Коридзе | Боротьба греко-римська           | Чоловіки, 1-а напівсередня вага                                    |
| Золото | Іван Богдан | Боротьба греко-римська           | Чоловіки, важка вага                                               |
| Золото | Віктор Капітонов | Велоспорт                        | Чоловіки, шосейна групова гонка, 175,38 км                         |
| Золото | Борис Шахлін | Спортивна гімнастика             | Чоловіки, багатоборство, особистий залік                           |
| Золото | Борис Шахлін | Спортивна гімнастика             | Чоловіки, бруси                                                    |
| Золото | Борис Шахлін | Спортивна гімнастика             | Чоловіки, кінь                                                     |
| Золото | Альберт Азарян | Спортивна гімнастика             | Чоловіки, кільця                                                   |
| Золото | Лариса Латиніна Софія Муратова Поліна Астахова Маргарита Ніколаєва Лідія Іванова-Калініна Тамара Люхіну                                                                                         | Спортивна гімнастика             | Жінки, багатоборство, командний залік                              |
| Золото | Лариса Латиніна | Спортивна гімнастика             | Жінки, багатоборство, особистий залік                              |
| Золото | Маргарита Ніколаєва | Спортивна гімнастика             | Жінки, опорний стрибок                                             |
| Золото | Поліна Астахова | Спортивна гімнастика             | Жінки, бруси                                                       |
| Золото | Лариса Латиніна | Спортивна гімнастика             | Жінки, вільні вправи                                               |
| Золото | В'ячеслав Іванов | Академічне веслування            | Чоловіки, одиночка                                                 |
| Золото | Валентин Борейко Олег Голованов | Академічне веслування            | Чоловіки, двійка орні без рульового                                |
| Золото | Леонід Гейштор Сергій Макаренко | Веслування на байдарках та каное | Чоловіки, каное-двійка, 1000 м                                     |
| Золото | Антоніна Середина | Веслування на байдарках та каное | Жінки, байдарка-одиночка, 500 м                                    |
| Золото | Антоніна Середина Марія Шубіна | Веслування на байдарках та каное | Жінки, байдарка-двійка, 500 м                                      |
| Золото | Сергій Філатов | Кінний спорт                     | Чоловіки, виїздки                                                  |
| Золото | Петро Болотников | Легка атлетика                   | Чоловіки, біг 10000 м                                              |
| Золото | Володимир Голубничий | Легка атлетика                   | Чоловіки, ходьба 20 км                                             |
| Золото | Роберт Шавлакадзе | Легка атлетика                   | Чоловіки, стрибки у висоту                                         |
| Золото | Василь Руденков | Легка атлетика                   | Чоловіки, метання молота                                           |
| Золото | Віктор Цибуленко | Легка атлетика                   | Чоловіки, метання списа                                            |
| Золото | Людмила Лисенко | Легка атлетика                   | Жінки, біг 800 м                                                   |
| Золото | Ірина Прес | Легка атлетика                   | Жінки, біг 80 м з бар'єрами                                        |
| Золото | Віра Крепкіна | Легка атлетика                   | Жінки, стрибки в довжину                                           |
| Золото | Тамара Прес | Легка атлетика                   | Жінки, штовхання ядра                                              |
| Золото | Ніна Пономарьова | Легка атлетика                   | Жінки, метання диска                                               |
| Золото | Ельвіра Озоліня | Легка атлетика                   | Жінки, метання списа                                               |
| Золото | Тимир Пинегин Федір Шутков | Вітрильний спорт                 | Чоловіки, клас «Зоряний»                                           |
| Золото | Віктор Шамбуркін | Стрільба                         | Чоловіки, малокаліберна гвинтівка, 50 м, 3х40                      |
| Золото | Олексій Гущин | Стрільба                         | Чоловіки, малокаліберний пістолет, 50 м, 60 пострілів              |
| Золото | Євген Мінаєв | Важка атлетика                   | Чоловіки, напівлегка вага                                          |
| Золото | Віктор Бушуєв | Важка атлетика                   | Чоловіки, легка вага                                               |
| Золото | Олександр Куринов | Важка атлетика                   | Чоловіки, напівсередня вага                                        |
| Золото | Аркадій Воробйов | Важка атлетика                   | Чоловіки, напівважка вага                                          |
| Золото | Юрій Власов | Важка атлетика                   | Чоловіки, важка вага                                               |
| Золото | Віктор Жданович | Фехтування                       | Чоловіки, рапіра, особистий залік                                  |
| Золото | Віктор Жданович Марк Мідлер Юрій Рудов Юрій Сісікін Герман Свєшніков | Фехтування                       | Чоловіки, рапіра, командний залік                                  |
| Золото | Валентина Растворова Галина Горохова Олександра Забєліна Валентина Прудскова Тетяна Петренко Людмила Шишова                                                                                     | Фехтування                       | Жінки, рапіра, командний залік                                     |
| Срібло | Юрій Корнєєв Яніс Круміньш Гурам Мінашвілі Валдіс Муйжніекс Цезар Озер Олександр Петров Михайло Семенов Володимир Угрехелідзе Майгоніс Валдманіс Альберт Вальтін Геннадій Вольнов Віктор Зубков | Баскетбол                        | Чоловіки                                                           |
| Срібло | Сергій Сивко | Бокс                             | Чоловіки, найлегша вага                                            |
| Срібло | Юрій Радоняк | Бокс                             | Чоловіки, легка вага                                               |
| Срібло | Володимир Синявський | Боротьба вільна                  | Чоловіки, 1-а напівсередня вага                                    |
| Срібло | Георгій Схиртладзе | Боротьба вільна                  | Чоловіки, середня вага                                             |
| Срібло | Віктор Агєєв Лері Гоголадзе Борис Гойхман Юрій Григоровський Анатолій Карташов В'ячеслав Курінний Володимир Новіков Петро Мшвенієрадзе Євген Салзін Володимир Семенов Гіві Чікванія             | Водне поло                       | Чоловіки                                                           |
| Срібло | Борис Шахлін Юрій Титов Альберт Азарян Володимир Кравець Микола Мілігуло Валерій Кердеміліді | Спортивна гімнастика             | Чоловіки, багатоборство, командний залік                           |
| Срібло | Юрій Титов | Спортивна гімнастика             | Чоловіки, вільні вправи                                            |
| Срібло | Борис Шахлін | Спортивна гімнастика             | Чоловіки, кільця                                                   |
| Срібло | Борис Шахлін | Спортивна гімнастика             | Чоловіки, опорний стрибок                                          |
| Срібло | Софія Муратова | Спортивна гімнастика             | Жінки, багатоборство, особистий залік                              |
| Срібло | Софія Муратова | Спортивна гімнастика             | Жінки, опорний стрибок                                             |
| Срібло | Лариса Латиніна | Спортивна гімнастика             | Жінки, колода                                                      |
| Срібло | Лариса Латиніна | Спортивна гімнастика             | Жінки, бруси                                                       |
| Срібло | Поліна Астахова | Спортивна гімнастика             | Жінки, вільні вправи                                               |
| Срібло | Олександр Беркутов Юрій Тюкалов | Академічне веслування            | Чоловіки, двійка парна                                             |
| Срібло | Антанас Богданавічюс Зігмас Юкна Ігор Рудаков | Академічне веслування            | Чоловіки, двійка орні з рульовим                                   |
| Срібло | Олександр Силаєв | Веслування на байдарках та каное | Чоловіки, каное-одиночка, 1000 м                                   |
| Срібло | Гусман Косанов Леонід Бартенєв Юрій Коновалов Едвін Озолін | Легка атлетика                   | Чоловіки, естафетний біг 4×100 м                                   |
| Срібло | Микола Соколов | Легка атлетика                   | Чоловіки, біг 3000 м з перешкодами                                 |
| Срібло | Валерій Брумель | Легка атлетика                   | Чоловіки, стрибки у висоту                                         |
| Срібло | Володимир Горяєв | Легка атлетика                   | Чоловіки, потрійний стрибок                                        |
| Срібло | Тамара Пресс | Легка атлетика                   | Жінки, метання диска                                               |
| Срібло | Олександр Чучелов | Вітрильний спорт                 | Чоловіки, клас «Фінн»                                              |
| Срібло | Ігор Новіков Микола Татаринов Ханно Сельге | Сучасне п'ятиборство             | Чоловіки, командний залік                                          |
| Срібло | Марат Ніязов | Стрільба                         | Чоловіки, малокаліберна гвинтівка, 50 м, 3х40                      |
| Срібло | Махмуд Умаров | Стрільба                         | Чоловіки, малокаліберний пістолет, 50 м, 60 пострілів              |
| Срібло | Трохим Ломакін | Важка атлетика                   | Чоловіки, напівважка вага                                          |
| Срібло | Юрій Сісікін | Фехтування                       | Чоловіки, рапіра, особистий залік                                  |
| Срібло | Валентина Растворова | Фехтування                       | Жінки, рапіра, особистий залік                                     |
| Бронза | Борис Лагутін | Бокс                             | Чоловіки, 1-й середня вага                                         |
| Бронза | Євген Феофанов | Бокс                             | Чоловіки, 2-й середня вага                                         |
| Бронза | Володимир Рубашвілі | Боротьба вільна                  | Чоловіки, легка вага                                               |
| Бронза | Анатолій Албул | Боротьба вільна                  | Чоловіки, напівважка вага                                          |
| Бронза | Савкудз Дзарасов | Боротьба вільна                  | Чоловіки, важка вага                                               |
| Бронза | Костянтин Вирупаев | Боротьба греко-римська           | Чоловіки, легка вага                                               |
| Бронза | Гіві Картозія | Боротьба греко-римська           | Чоловіки, напівважка вага                                          |
| Бронза | Ростислав Варагашкін | Велоспорт                        | Чоловіки, гіт з місця, 1000 м                                      |
| Бронза | Борис Васильєв Володимир Леонов | Велоспорт                        | Чоловіки, гонка на тандемах, 2000 м                                |
| Бронза | Станіслав Москвін Віктор Романов Леонід Колумбет Арнольд Бельгардт | Велоспорт                        | Чоловіки, гонка переслідування, 4000 м                             |
| Бронза | Віктор Капітонов Євген Клевцов Юрій Меліхов Олексій Петров | Велоспорт                        | Чоловіки, шосейна командна гонка, 100 км                           |
| Бронза | Юрій Титов | Спортивна гімнастика             | Чоловіки, багатоборство, особистий залік                           |
| Бронза | Борис Шахлін | Спортивна гімнастика             | Чоловіки, перекладина                                              |
| Бронза | Володимир Кравець | Спортивна гімнастика             | Чоловіки, опорний стрибок                                          |
| Бронза | Поліна Астахова | ГСпортівная гімнастика           | Жінки, багатоборство, особистий залік                              |
| Бронза | Лариса Латиніна | Спортивна гімнастика             | Жінки, опорний стрибок                                             |
| Бронза | Софія Муратова | Спортивна гімнастика             | Жінки, колода                                                      |
| Бронза | Тамара Люхіну | Спортивна гімнастика             | Жінки, бруси                                                       |
| Бронза | Тамара Люхіну | Спортивна гімнастика             | Жінки, вільні вправи                                               |
| Бронза | Ігор Ахремчик Юрій Бачуро Валентин Морковкин Анатолій Тарабрін | Академічне веслування            | Чоловіки, четвірка орні без рульового                              |
| Бронза | Семен Ржіщін | Легка атлетика                   | Чоловіки, біг 3000 м з перешкодами                                 |
| Бронза | Ігор Тер-Ованесян | Легка атлетика                   | Чоловіки, стрибки в довжину                                        |
| Бронза | Вітольд Креера | Легка атлетика                   | Чоловіки, потрійний стрибок                                        |
| Бронза | Василь Кузнєцов | Легка атлетика                   | Чоловіки, десятиборстві                                            |
| Бронза | Біруте Каледене | Легка атлетика                   | Жінки, метання списа                                               |
| Бронза | Нінель Крутова | Стрибки у воду                   | Жінки, стрибки з вишки                                             |
| Бронза | Василь Борисов | Стрільба                         | Чоловіки, гвинтівка довільного зразка, 300 м, 3х40                 |
| Бронза | Олександр Забєлін | Стрільба                         | Чоловіки, малокаліберний самозарядний пістолет, 25 м, 60 пострілів |
| Бронза | Сергій Калінін | Стрільба                         | Чоловіки, траншейний стенд                                         |
| Бронза | Бруно Хабаров | Фехтування                       | Чоловіки, шпага, особистий залік                                   |
| Бронза | Бруно Хабаров Валентин Черніков Гурам Костава Арнольд Чернушевич Олександр Павловський | Фехтування                       | Чоловіки, шпага, командний залік                                   |

### Медалі по видів спорту
| Спорт                            | Золото | Срібло | Бронза | Загалом |
| Легка атлетика                   | 11     | 5      | 5      | 21      |
| Спортивна гімнастика             | 10     | 8      | 8      | 26      |
| Важка атлетика                   | 5      | 1      | 0      | 6       |
| боротьба                         | 3      | 2      | 5      | 10      |
| Фехтування                       | 3      | 2      | 2      | 7       |
| Веслування на байдарках та каное | 3      | 1      | 0      | 4       |
| Стрільба                         | 2      | 2      | 3      | 7       |
| Академічне веслування            | 2      | 2      | 1      | 5       |
| Бокс                             | 1      | 2      | 2      | 5       |
| вітрильний спорт                 | 1      | 1      | 0      | 2       |
| Велоспорт                        | 1      | 0      | 4      | 5       |
| Кінний спорт                     | 1      | 0      | 0      | 1       |
| Баскетбол                        | 0      | 1      | 0      | 1       |
| Водне поло                       | 0      | 1      | 0      | 1       |
| Сучасне п'ятиборство             | 0      | 1      | 0      | 1       |
| Стрибки у воду                   | 0      | 0      | 1      | 1       |

## Цікаві факти
- Найкращим спортсменом римської Олімпіади був визнаний радянський штангіст Юрій Власов, який встановив олімпійські рекорди у важкому вазі у всіх трьох рухах (при цьому у поштовху та багатоборстві рекорди були одночасно та світовими), а також у сумі класичного триборства.
- Радянські гімнастки з великим відривом від суперниць завоювали командне золото, а в особистому заліку поступилися лише одну медаль — золото у вправах на колоді виграла чехословацька спортсменка Єва Босаковой. Всі інші нагороди радянські гімнастки розділили між собою.
- Серед чоловіків абсолютним чемпіоном з гімнастики став Борис Шахлін, який один завоював медалей більше, ніж вся французька олімпійська делегація — чотири золоті, дві срібні та одну бронзову.
- Першу для СРСР медаль у велоспорті отримав Віктор Капітонов.
- Першу для СРСР золоту медаль в кінному спорті виграв Сергій Філатов.
- У фехтуванні та жіноча, і чоловіча збірні рапіристів вперше на Олімпіадах здобули перемоги.
- Першу золоту олімпійську медаль завоювали радянські яхтсмени: Тимир Пинегин та Федір Шутков стали найкращими в класі «Зоряний».